# Saint-Michel-d’Euzet
Saint-Michel-d’Euzet – miejscowość i gmina we Francji, w regionie Oksytania, w departamencie Gard.
Według danych na rok 1990 gminę zamieszkiwały 512 osoby, a gęstość zaludnienia wynosiła 49 osób/km² (wśród 1545 gmin Langwedocji-Roussillon Saint-Michel-d’Euzet plasuje się na 512. miejscu pod względem liczby ludności, natomiast pod względem powierzchni na miejscu 729.).